# Ващенков, Валерий Александрович
Вале́рий Алекса́ндрович Ва́щенков (5 июля 1947, Махачкала, Дагестанская АССР, РСФСР, СССР) — советский футболист, защитник, мастер спорта СССР с 1968 года. В настоящее время[какое?] является директором московской детско-юношеской спортивной школы «Буревестник».

## Карьера

### Клубная
Валерий является воспитанником махачкалинской детско-юношеской спортивной школы «Динамо». Профессиональную карьеру игрока начинал в 1965 году в местной команде второй группы «А» СССР. За шесть лет провёл за команду более 82 матчей.
Перед началом сезона 1971 года пополнил ряды московского «Локомотива». В первый же год вместе с клубом Ващенков добился права выступать в высшей лиге страны, заняв второе место в розыгрыше первой лиги. Всего на высшем уровне провёл 29 встреч, забил один гол.
В 1974 году стал игроком владимирского «Торпедо», за которое выступал на протяжении трёх лет. Всего в составе автозаводцев провёл 124 матча в первенстве страны, в которых забил 13 мячей.
С 1977 года выступал в «Спартаке» из Нальчика, с которым в 1978 получил право на участие в первенстве первой лиги. После чего вместе с тренером команды Иваном Золотухиным вернулся в махачкалинское «Динамо», где и завершил карьеру в 1980 году.

### Тренерская
После окончания футбольной карьеры стал тренером московской детско-юношеской спортивной школы «Буревестник». С 1991 по 2005 годы был старшим тренером, а с ноября 2005 был назначен заместителем директора футбольной школы. В марте 2007 года Ващенков был назначен директором СДЮШОР, где работает по сей день[какой?].

## Достижения и награды
- Второе место в первенстве первой лиги (выход в высшую лигу): 1971.
- Победитель зонального турнира во второй лиге (4): 1967, 1974, 1977, 1978.
- Мастер спорта СССР: 1968[4].
- Отличник физической культуры и спорта России: 2007[4].

## Статистика выступлений
| Команда            | Сезон            | Чемпионат        | Чемпионат | Чемпионат | Кубок | Кубок | Прочее | Прочее | Итого | Итого |
| Команда            | Сезон            | Уров.            | Игры      | Голы      | Игры  | Голы  | Игры   | Голы   | Игры  | Голы  |
| ------------------ | ---------------- | ---------------- | --------- | --------- | ----- | ----- | ------ | ------ | ----- | ----- |
| Динамо (Махачкала) | 1965             | III              | 2         | 0         | 0     | 0     | 0      | 0      | 2     | 0     |
| Динамо (Махачкала) | 1966             | III              | 6         | 0         | 0     | 0     | 0      | 0      | 6     | 0     |
| Динамо (Махачкала) | 1967             | III              | 21        | 0         | 0     | 0     | 0      | 0      | 21    | 0     |
| Динамо (Махачкала) | 1968             | II               | 19        | 0         | 0     | 0     | 0      | 0      | 19    | 0     |
| Динамо (Махачкала) | 1969             | II               | 34        | 0         | 0     | 0     | 0      | 0      | 34    | 0     |
| Динамо (Махачкала) | 1970             | III              | 39        | 2         | 0     | 0     | 0      | 0      | 39    | 2     |
| Динамо (Махачкала) | Итого            | Итого            | 121       | 2         | 0     | 0     | 0      | 0      | 121   | 2     |
| Локомотив (Москва) | 1971             | II               | 34        | 1         | 2     | 0     | 0      | 0      | 36    | 1     |
| Локомотив (Москва) | 1972             | I                | 29        | 1         | 5     | 0     | 0      | 0      | 34    | 1     |
| Локомотив (Москва) | 1973             | II               | 36        | 0         | 2     | 0     | 0      | 0      | 38    | 0     |
| Локомотив (Москва) | Итого            | Итого            | 99        | 2         | 9     | 0     | 0      | 0      | 108   | 2     |
| Торпедо (Владимир) | 1974             | III              | 38        | 10        | 0     | 0     | 0      | 0      | 38    | 10    |
| Торпедо (Владимир) | 1975             | III              | ?*        | ?*        | 0     | 0     | 0      | 0      | ?*    | ?*    |
| Торпедо (Владимир) | 1976             | III              | 39        | 1         | 0     | 0     | 0      | 0      | 39    | 1     |
| Торпедо (Владимир) | Итого            | Итого            | 77*       | 11*       | 0     | 0     | 0      | 0      | 77*   | 11*   |
| Спартак (Нальчик)  | 1977             | III              | 42        | 10        | 0     | 0     | 2*+3*  | 0+2    | 47    | 12    |
| Спартак (Нальчик)  | 1978             | III              | 11*       | 3         | 2     | 0     | 2      | 0      | 15*   | 3     |
| Спартак (Нальчик)  | Итого            | Итого            | 53*       | 13        | 2     | 0     | 7*     | 2      | 62*   | 15    |
| Динамо (Махачкала) | 1979             | III              | 33        | 1         | 0     | 0     | 0      | 0      | 33    | 1     |
| Динамо (Махачкала) | 1980             | III              | 5         | 0         | 0     | 0     | 0      | 0      | 5     | 0     |
| Динамо (Махачкала) | Итого            | Итого            | 38        | 1         | 0     | 0     | 0      | 0      | 38    | 1     |
| Всего за карьеру   | Всего за карьеру | Всего за карьеру | 388*      | 29        | 11    | 0     | 7*     | 2      | 406*  | 31    |

Примечание: знаком * отмечены ячейки, данные в которых неполные в связи с отсутствием протоколов первенств СССР 1975 и 1978 годов, а также стыковых матчей за право играть в первой лиге, первенства и кубка РСФСР 1977 года.
Источники:
- Статистика выступлений взята со спортивного медиа-портала FootballFacts.ru